# Otimačica
"Otimačica" (šp. La usurpadora) je meksička telenovela, snimljena 1998. godine u Meksiku za televizijsku kuću Televisa. Producent serije je Salvador Mejía. Glavne ženske uloge Pauline Martinez i njene sestre blizanke Paole Bracho tumači venezuelanska glumica hrvatskog podrijetla Gabriela Španić, a glavnu mušku ulogu meksički glumac Fernando Colunga.
Serija se u Hrvatskoj premijerno emitirala na HRT-u 1999. godine, a reprizirana je na Doma TV od kraja 2011.

## Uloge
- Gabriela Španić - Paulina Martínez/Paola Bracho†
- Fernando Colunga - Carlos Daniel Bracho
- Libertad Lamarque - Piedad de Bracho
- Arturo Peniche - Edmundo Serrano
- Mario Cimarro - Luciano Alcántara
- Chantal Andere - Estefanía Bracho de Montero
- Dominika Paleta - Gema Durán Bracho
- Marcelo Buquet - Rodrigo Bracho, brat Carlosa Daniela

- Juan Pablo Gamboa - Guillermo "Willy" Montero
- Jessica Jurado - Patricia de Bracho, Rodrigova žena
- Paty Díaz - sluškinja Lalita
- Alejandro Ruiz - Leandro Gómez, radnik u tvornici
- Anastasia - Viviana Carrillo
- Antonio De Carlo - Osvaldo Reséndiz
- Magda Guzmán - sluškinja Fidelina
- Nuria Bages - Paula Martínez†
- Ninón Sevilla - Cachita Cienfuegos, kuharica
- Giovan Ramos - Donato D'Angeli, slikar
- María Luisa Alcalá - Filomena Tamayo
- Tito Guízar - Panchito
- Enrique Lizalde - Alessandro Farina
- Silvia Derbez - Doña Chabela Rojas
- Silvia Caos - Cenobia Rojas
- Irán Eory - Lourdes
- René Muñoz - Luis Felipe "El Mojarras"
- Mario Carballido - Amador
- Adriana Fonseca - Verónica Soriano
- Jaime Garza - Merino
- Azela Robinson - Elvira
- Miguel de León - Douglas Maldonado
- Meche Barba - Abigail Rosales
- Rafael Amador - Dr. Galicia
- Miguel Córcega - Braulio
- Rebeca Manríquez - Genoveva Sarmiento "La Tamales"
- Maricruz Nájera - Emiliana
- Angelina Peláez - Ricarda
- María Solares - Lisette Bracho
- Humberto Elizondo - Silvano Piña
- Andrea García - Celia Alonzo
- Eduardo Luna - Mauricio Artiana
- Sergio Miguel - Carlitos Bracho
- Yadhira Carrillo - Raquel
- Sara Montes - Eloína
- Adriana Nieto - Beatrice
- Jessica Salazar - Isabel
- Laura Zapata - Zoraida Zapata
- Renata Flores - Estela
- Consuelo Duval - Macrina
- Gloria Morell - Doña Zenaida
- María Morena
- Melba Luna - Doña Francisca
- Julio Monterde - Dr. Peraza
- Héctor Álvarez
- Claudia Castillo
- Nayeli Dainzú
- Jesús Lara
- Emiliano Lizárraga - vozač Pedro
- Gabriela Tavela
- Irma Torres - Eulalia
- Fernando Torres Lapham - Dr. Fulgencio Mendive
- Sergio Basañez - Larry
- Gabriela Carvajal - Adela
- Ricardo Hernández
- Javier Herranz - Dr. Varela
- Raquel Morell - Carolina Carrillo
- Óscar Morelli - Juez Castro
- Adalberto Parra
- Héctor Parra - Juan Manuel Montesinos
- Ester Rinaldi
- Fernando Sáenz - Mayo
- Claudia Vega - Olivia (#1)
- Amara Villafuerte - Olivia (#2)
- Ernesto Arreola
- Manuel Barajas
- Jesús Nájera Saro
- Karina Duprez

## Vanjske poveznice
- Página de alma-latina.net
- Otimačica